# 144. peruť (Izrael)
144. peruť (hebrejsky טייסת 144‎), také známá jako Fénix (hebrejsky עוף החול‎) či dříve Strážci Aravy (hebrejsky שומרי הערבה‎), je stíhací jednotkou Izraelského vojenského letectva sídlící na základně Chacor.

## Historie
Peruť byla zformovaná koncem roku 1972 a skládala se z dvaceti stíhacích bombardérů Nešer. Zpočátku nesla číslo 111.
V době jomkipurské války v roce 1973 byla peruť přeložena na letiště Refidim na Sinajském poloostrově a výrazně se zapojila do probíhajících bojů. Její piloti dosáhli 48 vzdušných vítězství bez vlastních ztrát.
V roce 1978 proběhlo přezbrojení perutě, kdy náhradou za Nešery jednotka získala 24 nových stíhacích bombardérů Kfir C-2. Od roku 1981 peruť operovala z nové základny Ovda. 31. července 1982 obdržela 24 nových strojů Kfir C-7, zatímco starší varianta C-2 byla do roku 1985 stažena ze služby.
V roce 1993 byla peruť přeložena na základnu Chacor. V prosinci 1994 začala užívat víceúčelové stíhací stroje F-16 A a B.
V průběhu druhé libanonské války v roce 2006 se letouny 144. perutě podílely na bombardování sil Hizballáhu v jižním Libanonu.